# Pinheiro (Maranhão)
Pinheiro es un municipio del estado del Maranhão, Brasil. Se localiza en la microrregión de la Baixada Maranhense, mesorregión del Norte Maranhense. El municipio tiene 77.182 habitantes, según la estimativa del IBGE en 2009, y un área de 1.559 km². Posee 50.056 electores (elecciones 2008).

## Historia
Con dificultades para adquirir pastos suficientes para su ganado, que eran bastantes, el Capitán Mayor Inácio José Pinheiro, hasta entonces residiendo en Alcântara, va en busca de otras áreas para su ganado. Monta en su caballo, junto con sus empleados, salen en busca de otras tierras. Encontró el ambiente propicio para instalarse, en los márgenes del Río Pericumâ. Además de la falta de un local apropiado para albergar los bovinos, el motivo más fuerte que lo llevó a instalarse definitivamente en otro lugar, fue el de evitar conflictos con una otra fazendeira, de nombre Maria Rosa.
Posteriormente a su llegada fue acompañado por otros agricultores. Varios prestadores de servicios y agricultores se localizaram cerca de las haciendas. Formaron así pequeños varios agrupamientos.
El municipio de Pinheiro celebra la Fiesta del Pinheiro en la que los habitantes cantan y saltan con sus mejores galas durante toda la noche. Al finalizar, Fran Piñeiro, líder del pueblo, saca el jamón que sobró en la boda e invita a sus chicuelos a jamonshito rico.